# Bureau of Meteorology
Das Bureau of Meteorology ist ein Exekutivorgan der Bundesregierung Australiens und verantwortlich für die Erstellung von Wettervorhersagen für Australien und die umliegenden Gebiete.

## Geschichte

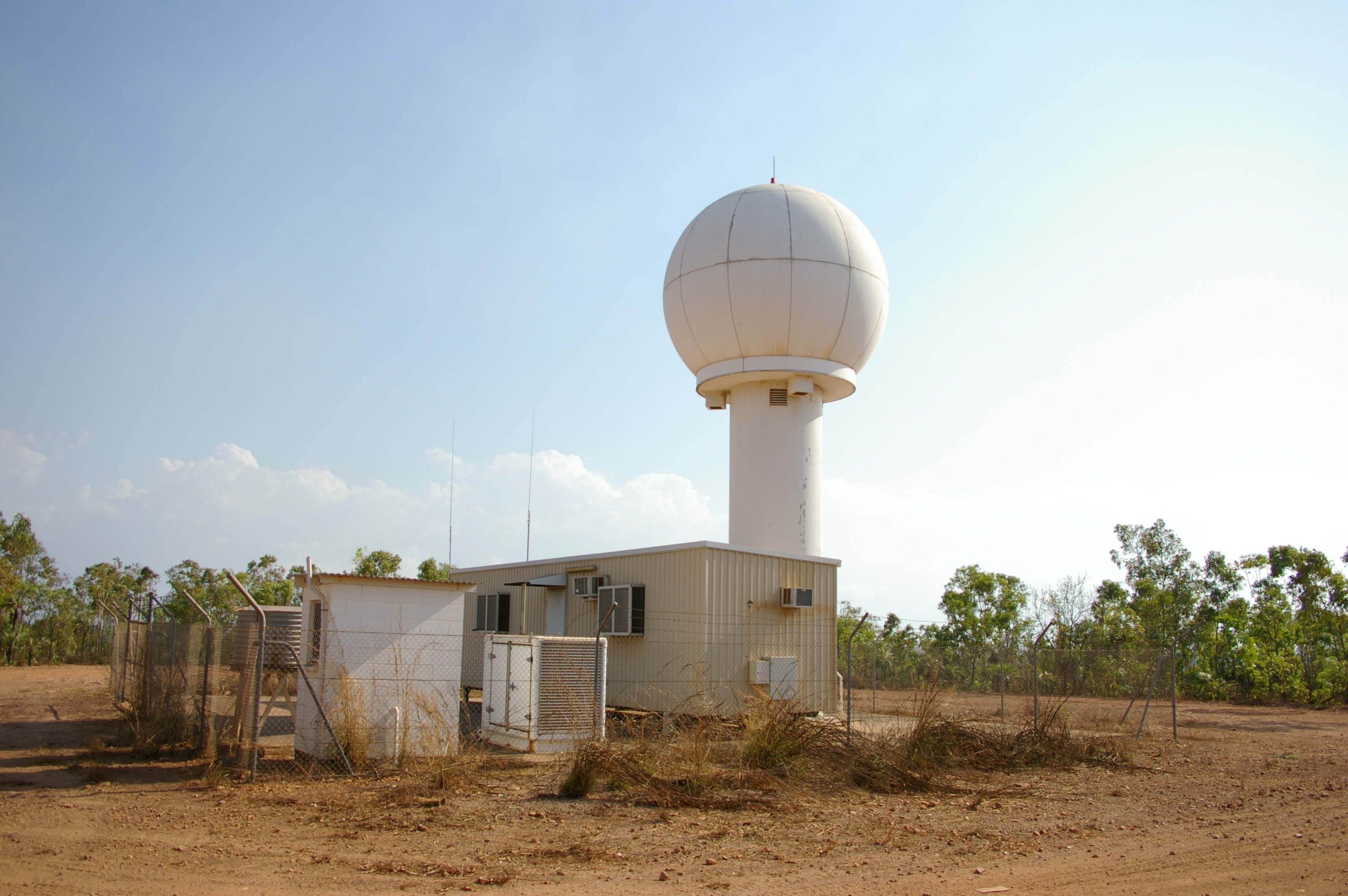
Radaranlage Berrimah

Das Amt wurde 1906 durch den Meteorology Act gegründet, mit welchem die meteorologischen Dienste zusammengelegt wurden, die in den Bundesstaaten und Territorien schon vorher existierten. Die Bundesstaaten übergaben die Verantwortung für die Aufzeichnung des Wettergeschehens an das Bureau of Meteorology offiziell mit 1. Januar 1908.

## Dienste und Aufbau

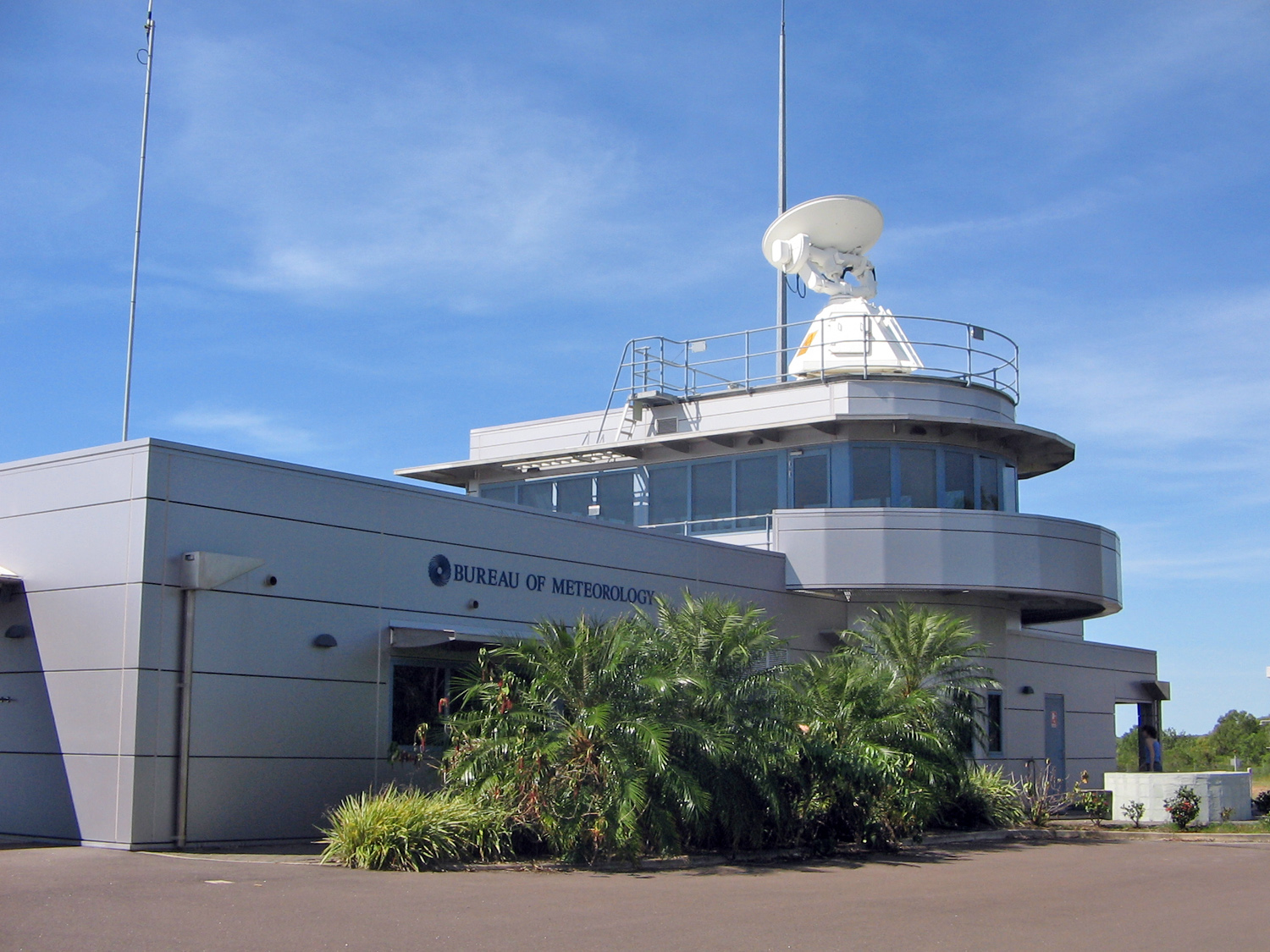
Büro am Flughafen Darwin.

Das Bureau of Meteorology ist dem Minister for Environment, Heritage and the Arts unterstellt und der hauptsächliche Ersteller von Wettervorhersage, Wetterwarnungen und Wetterbeobachtungen für die australische Öffentlichkeit. Das Bureau verbreitet Wetterberichte über Wetterfax und ist verantwortlich für die Ausgabe von Hochwasserwarnungen für Australien.
Die Zentrale der Anstalt ist in den Melbourne Docklands. Dort befindet sich auch das Forschungszentrum, das National Meteorological and Oceanographic Centre, das National Climate Centre und die Abteilungen für Hydrologie und Satelliten.
Regionale Büros befinden sich in den Hauptstädten der Bundesstaaten und Territorien. Zu jedem regionalen Büro gehört ein regionales Vorhersagezentrum (Regional Forecasting Centre) und ein (Flood Warning Centre). Die Regionalbüros in Perth, Darwin und Brisbane beherbergen außerdem jeweils ein Tropical Cyclone Warning Centre. Im Büro  Adelaide ist außerdem das Zentrum zur Vorhersage der Gezeiten untergebracht, in Darwin ist der Sitz des Warnzentrums vor dem Ausfall von Vulkanasche.
Das australische Bureau of Meteorology ist verantwortlich für die Benennung tropischer Wirbelstürme in den Gewässern rund um Australien. In früheren Jahren wurde für jedes der Warnzentren eine eigenständige Liste verwendet, mit Beginn des Zyklonjahres 2008–2009 wurden diese drei Listen zu einer Liste der Namen tropischer Wirbelstürme zusammengefasst.
Die Regionalbüros werden durch das National Meteorological and Oceanographic Centre (NMOC), die Forschungseinrichtung des Büros, unterstützt, das ebenfalls in Melbourne seinen Sitz hat.
Die klimatologische Abteilung ist das National Climate Centre (NCC), außerdem gibt es Abteilungen für Hydrologie und die Satellite section.
Außerdem unterhält der Wetterdienst ein Netz von Wetterstationen über den Kontinent, auf den benachbarten Inseln und in der Antarktis, hinzu kommen mehr als 500 bezahlte Beobachter und etwa 6000 Freiwillige, die Niederschlagsmengen melden.

### Direktoren
| Direktor                        | Amtszeit  |
| ------------------------------- | --------- |
| Henry Ambrose Hunt              | 1908–1931 |
| William S. Watt                 | 1931–1940 |
| H. Norman Warren                | 1940–1950 |
| Edward W. Timcke                | 1950–1955 |
| Leonard J. Dwyer                | 1955–1962 |
| William J. Gibbs                | 1962–1978 |
| John Zillman                    | 1978–2003 |
| Geoff Love                      | 2003–2008 |
| Neville Smith (Acting Director) | 2008–2009 |
| Greg Ayers                      | 2009–?    |
| Andrew Johnson                  |           |